# NGC 3737
NGC 3737 é uma galáxia lenticular (SB0) localizada na direcção da constelação de Ursa Major. Possui uma declinação de +54° 56' 56" e uma ascensão recta de 11 horas, 35 minutos e 36,2 segundos.
A galáxia NGC 3737 foi descoberta em 14 de Abril de 1789 por William Herschel.